# سهم عادی
سهام عادی (به انگلیسی: Common stock) سندی است که نشان می‌دهد یک سرمایه‌گذار، مالک درصد معینی از یک شرکت است، و درصد معینی از سود شرکت، و مزایای دیگری که به سهامداران تعلق می‌گیرد را دریافت خواهد کرد.
اگرچه دارندگان سهام عادی مالک شرکت هستند ولی در دریافت سود اولویت ندارند و این اولویت در اختیار سهامداران ممتاز است. بر همین اساس، این افراد مالک نهایی شرکت هستند. به این معنی که سهامداران عادی باید پذیرای بیشترین ریسک سرمایه‌گذاری در شرکت باشند.

## حقوق و مزایای سهامداران عادی
دارندگان سهام عادی، مالکان اصلی شرکت بوده، و از حقوق و مزایای زیر برخوردارند:
- حق دریافت سود سهام؛
- حق رأی دادن در مجامع عمومی عادی، و مجمع فوق‌العاده؛
- حق تقدم در خرید سهام جدید؛
- حق باقی‌مانده دارایی پس از انحلال شرکت؛
- حق اطلاع از فعالیت‌های شرکت.

اکثر سهام شرکت‌ها به صورت سهام عادی است و به همین دلیل، معمولاً صاحبان این نوع سهام کنترل و مدیریت شرکت‌ها را در دست دارند.